# Le Chiffonnier (film, 1896)
 (juillet 2025).
Pour plus de détails, voir Fiche technique et Distribution.
Le Chiffonnier est un film de Georges Méliès, sorti en 1896. Actuellement, le film est considéré comme perdu.

## Fiche technique
- Réalisation, scénario et producteur : Georges Méliès
- Format : Muet - Noir et blanc